# Grumman F8F Bearcat
Il Grumman F8F Bearcat (soprannominato amichevolmente "Bear", orso) era un monomotore da caccia imbarcato prodotto dall'azienda statunitense Grumman Aircraft Engineering Corporation a partire dal 1944, ma entrato in servizio troppo tardi per partecipare alle operazioni della seconda guerra mondiale.
Dotato di un motore radiale Double Wasp da 2 100 CV, fu tra gli ultimi e più potenti aerei militari con motore a pistoni del mondo. Dal 1989 un esemplare modificato di F8F-2 detiene il record di velocità per aerei con motore alternativo, con 850,083 km/h.

## Storia del progetto
I lavori per l'F8F Bearcat iniziarono alla fine della primavera del 1943, con l'obiettivo di sviluppare un aereo capace di rimpiazzare il Grumman F6F Hellcat, appena entrato in servizio, quando esso non fosse più stato in grado di misurarsi con i successori del Mitsubishi A6M giapponese.
Il Bureau of Aeronautics statunitense decise di affidare alla Grumman l'incarico di sviluppare intorno all'ottimo motore Pratt & Whitney R-2800 (lo stesso dell'F6F) la cellula più piccola e leggera possibile. In fase di progettazione furono prese tutte le precauzioni per ridurre i rischi di problemi tecnici, e si fece ricorso a tecniche consolidate e ai materiali disponibili; ad esempio, l'ala aveva il medesimo profilo di quella dell'F6F. Il risultato fu un aereo poco o per nulla innovativo, ma che portava al massimo le potenzialità del caccia con motore a pistoni. Alcune fonti sostengono che si trattò del miglior caccia prodotto durante la guerra.
Per alleggerire al massimo l'aereo, la casa costruttrice ridusse la capacità di carburante rispetto a quella dell'F6F, e il numero di mitragliatrici da 6 a 4, con 300 colpi ciascuna anziché 400. Anche il peso delle corazzature fu ridotto, senza tuttavia compromettere la qualità della protezione al pilota. Oltre ad essere più leggero del suo predecessore, l'F8F aveva anche il vantaggio di poter essere lanciato da portaerei di scorta grazie ad una corsa di decollo più ridotta.

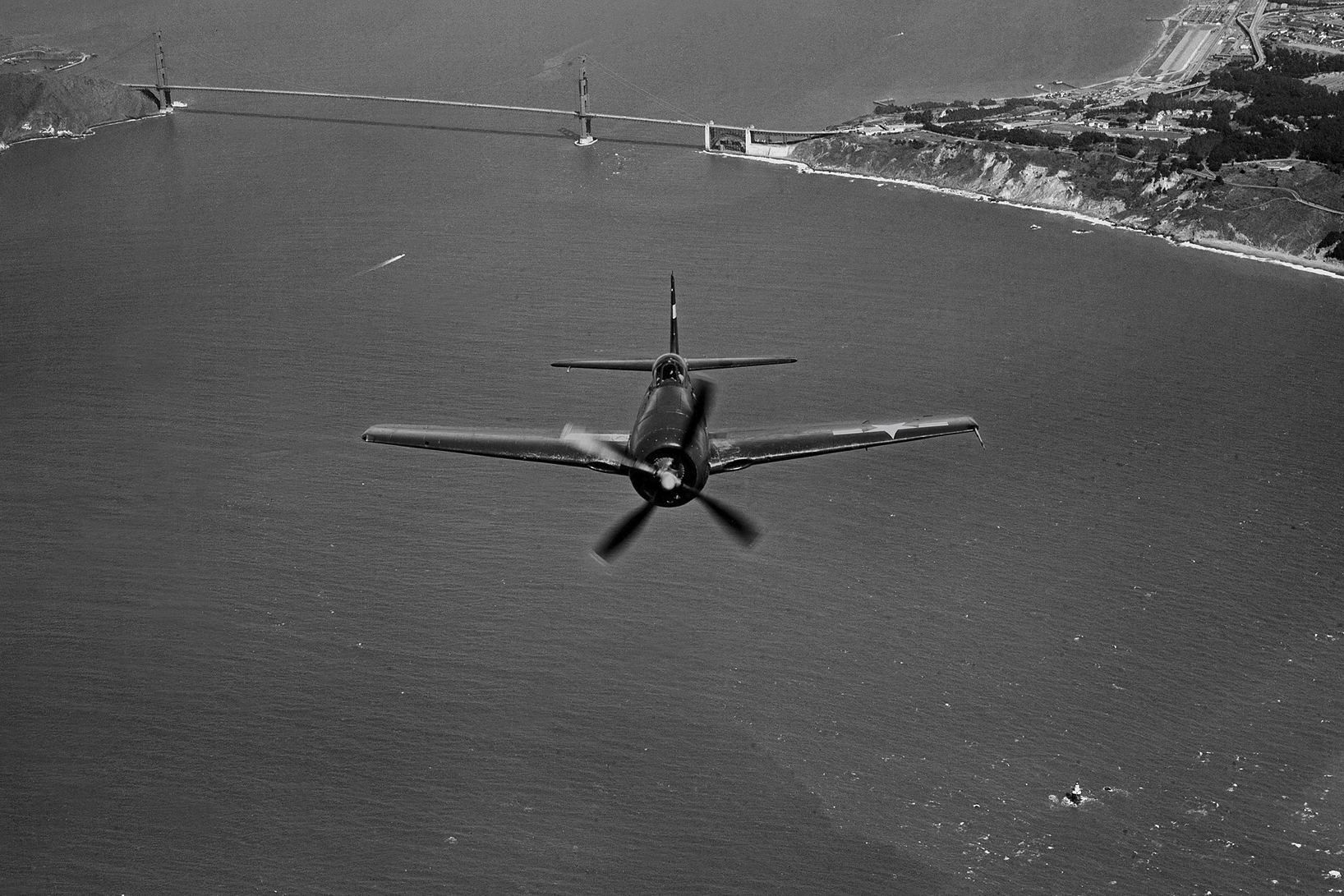
Un Grumman F8F-1 Bearcat.

Il 27 novembre 1943 furono ordinati due prototipi di Grumman G-58, designati F8F-1 dall'US Navy; il nomignolo "Bearcat" fu adottato ufficialmente nel 1944. Il 21 agosto di quell'anno il Bearcat compì il suo primo volo presso la base di Bethpage, New York.
Il prototipo era dotato di un singolare sistema di sicurezza, poi rimosso dagli esemplari di serie: degli accelerometri misuravano l'intensità delle sollecitazioni subite dall'aereo nel corso di manovre serrate o ad alta velocità, e un dispositivo automatico faceva in modo che, al superamento di una soglia critica (forse 9 g) dei bulloni esplosivi causassero il distacco delle estremità alari, per una diminuzione di apertura di 91 centimetri, nell'intento di prevenire una catastrofica disintegrazione dell'ala.
La versione di serie fu modificata rispetto al prototipo in alcuni punti: una grave mancanza di stabilità, che aveva causato la perdita del primo prototipo in fase di collaudo, fu compensata con l'introduzione di una pinna dorsale di raccordo tra la fusoliera e la deriva; la fusoliera fu accorciata di 12,7 centimetri, e l'apertura alare aumentata di 10,2; il motore, che inizialmente era un R-2800-22W fu sostituito dalla versione R-2800-34W, e la capacità del serbatoio situato sotto il pavimento dell'abitacolo fu incrementata da 568 a 700 litri. Furono installati sotto l'ala e sotto la fusoliera dei piloni per il trasporto di bombe, razzi e serbatoi ausiliari sganciabili.

## Tecnica
Il Bearcat era un monoplano monomotore ad ala media di struttura metallica dalla concezione tradizionale. La fusoliera, di sezione ovoidale, era quanto più piccola possibile per alloggiare il grosso motore a doppia stella a 18 cilindri Pratt & Whitney R-2800, ed era basata su una struttura metallica di ordinate trasversali e longherine longitudinali. L'ala aveva lo stesso profilo di quella dell'F6F Hellcat, il predecessore dell'F8F su cui era basato. Anch'essa metallica, alloggiava al suo interno due mitragliatrici Browning M2 da 12,7 mm per lato. Le estremità alari potevano essere ripiegate verso l'alto, com'era consueto negli aerei imbarcati, per risparmiare spazio sulle portaerei. Gli alettoni erano dotati di alette compensatrici, e l'intero bordo d'uscita era occupato da ipersostentatori di curvatura.
L'enorme elica quadripala Aeroproducts da 3,76 m (12 ft 4 in) di diametro rendeva necessario un carrello d'atterraggio molto lungo, che si retraeva ruotando verso l'interno e veniva alloggiato nel ventre dell'ala. Il ruotino posteriore, anch'esso retrattile, era di gomma piena. Come tutti gli aerei imbarcati, il Bearcat aveva un gancio d'appontaggio retrattile per sfruttare il cavo d'arresto.

## Impiego operativo

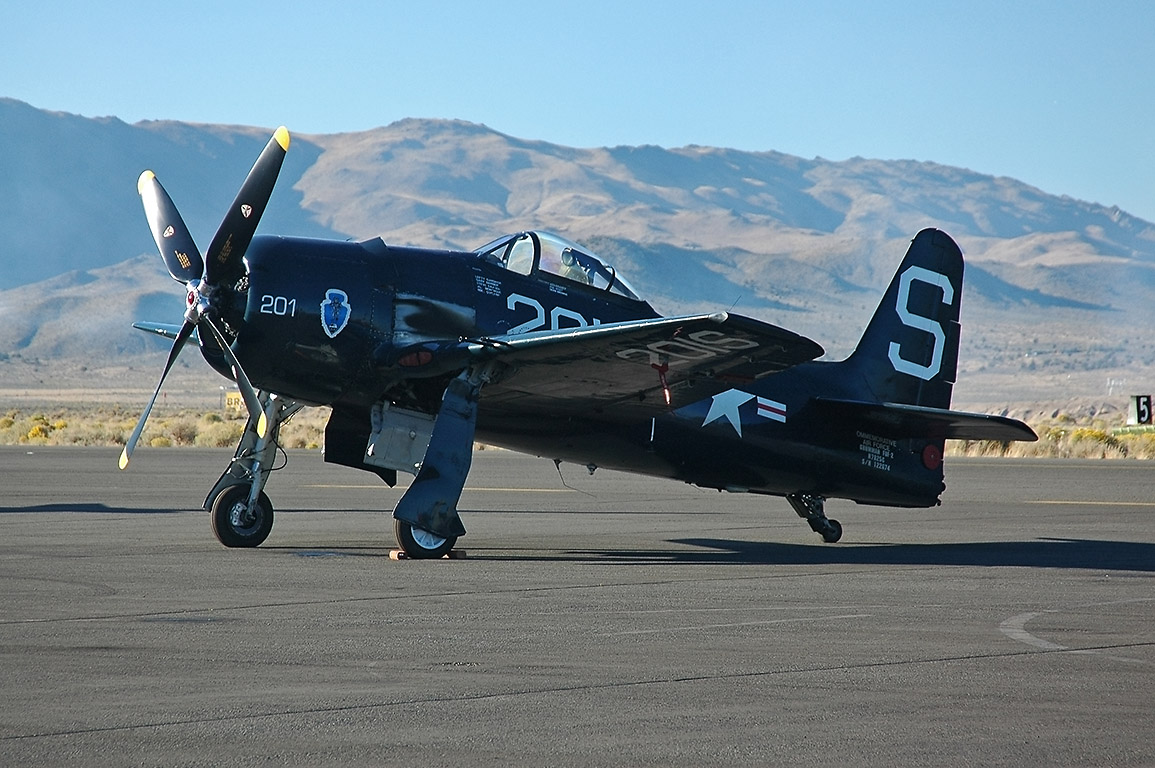
Un F8F-2 nel 2004

Al 6 ottobre 1944, 2023 apparecchi erano stati ordinati alla Grumman, e ad essi se ne aggiungevano 1876 che la General Motors avrebbe dovuto produrre su licenza con la designazione di F3M-1. Quando la guerra finì, nell'agosto 1945, la Grumman aveva raggiunto una produzione di 100 aerei al mese ma la commessa di F3M-1 fu semplicemente cancellata, mentre alla Grumman rimasero ordini per 770 F8F.
Il primo reparto operativo a ricevere i Bearcat, il 21 maggio 1945, fu la squadriglia navale VF-19 a Santa Rosa, in California. Dopo aver risolto problemi di perdite di carburante e di liquido idraulico, la squadriglia prese il mare in luglio e avrebbe partecipato all'invasione del Giappone se essa non fosse stata resa superflua dai bombardamenti atomici di Hiroshima e Nagasaki. Altre due unità ricevettero il modello in agosto, ed entro il 1948 24 squadriglie furono equipaggiate con i Bearcat.
La versione F8F-1, con ottime caratteristiche complessive, soffriva ancora di problemi connessi con la scarsa stabilità laterale. Per risolvere il problema si allungò la deriva di 40,6 cm (la possibilità di aggiungere due piccole derive ausiliarie fu scartata). Benché la marina statunitense cercasse di accelerare al massimo l'entrata in servizio di apparecchi con motore a reazione, il Bearcat rimase ancora per diversi anni il migliore della sua categoria, e nel 1947 si decise di continuarne la produzione introducendo la versione F8F-2: oltre alla deriva ingrandita, era dotata di blindature aggiuntive, di equipaggiamento migliorato e di un motore R-2800-30W con compressore a rapporto variabile. L'armamento fu portato a quattro cannoni da 20 mm con 205 colpi ciascuno. Oltre alla versione base di F8F-2 fu prodotta la versione F8F-2P da ricognizione fotografica, con una macchina fotografica con obiettivo a lunga focale dietro l'abitacolo, e con armamento ridotto a due cannoni.
Nell'immediato dopoguerra l'US Navy condusse test per valutare il Bearcat nel confronto con aerei a reazione. Il primo test vide l'F8F contrapposto al McDonnell XFD-1 Phantom, al quale si rivelò superiore a tutte le quote inferiori ai 3 000 metri. Il secondo, nel 1946, consisté in un combattimento simulato tra un Bearcat e un Lockheed P-80 Shooting Star: benché il Bearcat fosse nettamente più manovrabile, non riuscì mai a portarsi in posizione di tiro. Tuttavia il valore dell'F8F si rivelò quando nel 1946 un esemplare decollato da una pista di 35 metri raggiunse i 10 000 piedi (3048 metri) in 94 secondi, superando ogni macchina a reazione. Evidentemente, la transizione dalla propulsione a pistoni a quella a reazione avrebbe richiesto ancora tempo.

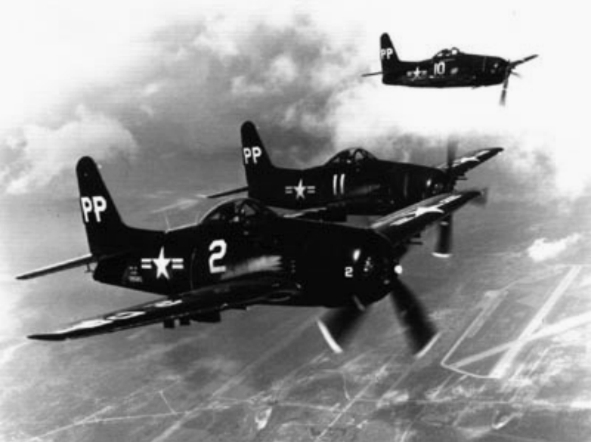
Tre F8F-2P da ricognizione intorno al 1950.

Se le forze armate americane iniziarono a ritirare i Bearcat nel 1949, completando il processo nel 1955, in altre parti del mondo la loro carriera era destinata ad essere ancora lunga. La Francia, che dal 1946 era impegnata nella guerra d'Indocina, acquistò oltre 160 tra F8F-1 e F8F-1B. Questi presero attivamente parte ai combattimenti tra il luglio 1951 e il marzo 1954, incontrando solo la forte resistenza dell'artiglieria contraerea vietnamita. Parteciparono anche alla battaglia di Dien Bien Phu, nel corso della quale diedero buona prova, anche se i piloti si lamentarono della scarsa autonomia. Alla fine della guerra, i Bearcat francesi furono ceduti al Vietnam del Sud. Nello stesso periodo gli USA cedettero 129 apparecchi alla Thailandia nell'ambito del progetto MDAP, impiegati fino al 1962.
Alcuni Bearcat furono acquistati da privati e impiegati in ruoli civili, in particolare come aerei da competizione. Privati dell'armamento e dotati di dispositivi per l'iniezione di acqua e metanolo nei cilindri, erano capaci per brevi istanti di potenze eccezionali. Il 16 agosto 1969 l'F8F-2 modificato di Daryl Greenamyer batté il record di velocità per aerei a pistoni raggiungendo i 776,449 km/h, record poi polverizzato il 21 agosto 1989 da un altro Bearcat, il Rare Bear, il cui motore era un Wright R-3350 pesantemente modificato, capace di toccare i 4500 CV di potenza e che, su una distanza di 3.000 m, fece di media gli 850,083 km/h.
Tra il 1946 e il 1950 gli F8F equipaggiarono la pattuglia acrobatica della US Navy, i Blue Angels.

## Versioni
- Grumman F8F-1 Bearcat, 760 esemplari prodotti.
- Grumman F8F-1B Bearcat, versione con deriva allungata e armamento appesantito, 126 esemplari prodotti.
- Grumman F8F-2 Bearcat, versione migliorata dell'F8F-1B, 293 esemplari prodotti.
- Grumman F8F-2N Bearcat, F8F da caccia notturna equipaggiato con un radar APS-19, 12 esemplari prodotti.
- Grumman F8F-2P Bearcat, F8F da ricognizione fotografica, 60 esemplari prodotti.

## Bibliografia

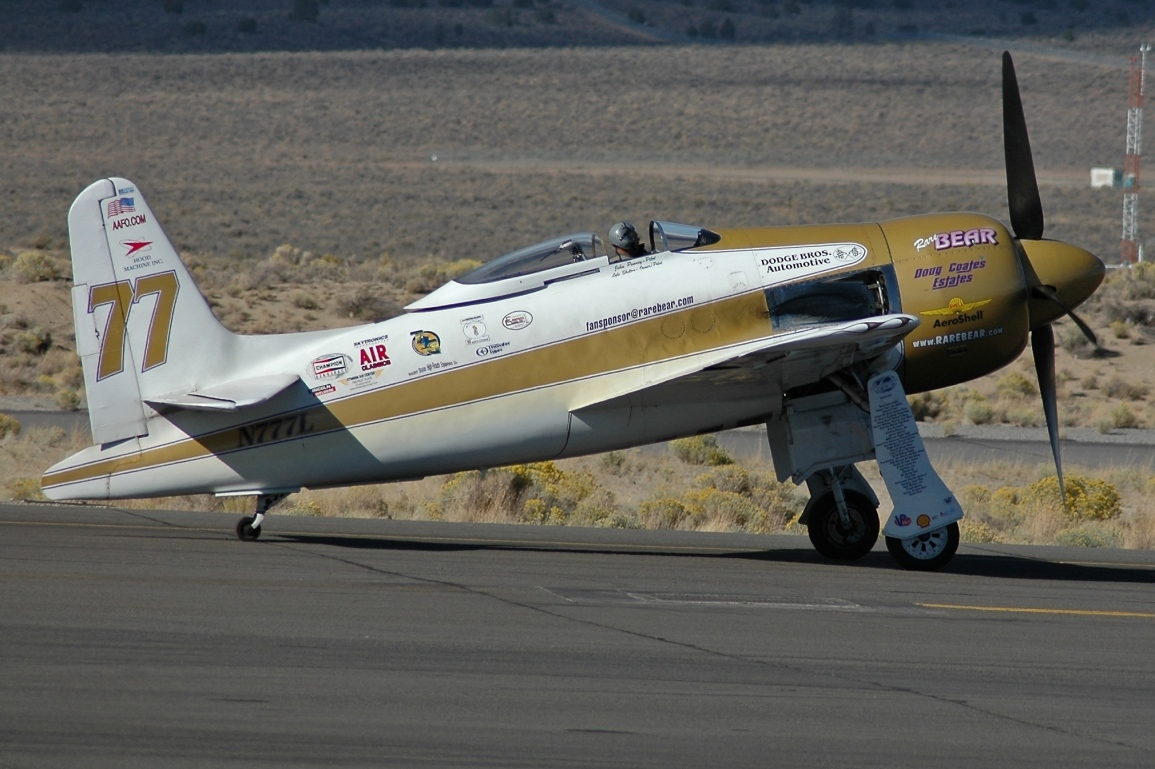
Il Rare Bear, detentore del record di velocità per aerei con motore a pistoni.

## Utilizzatori

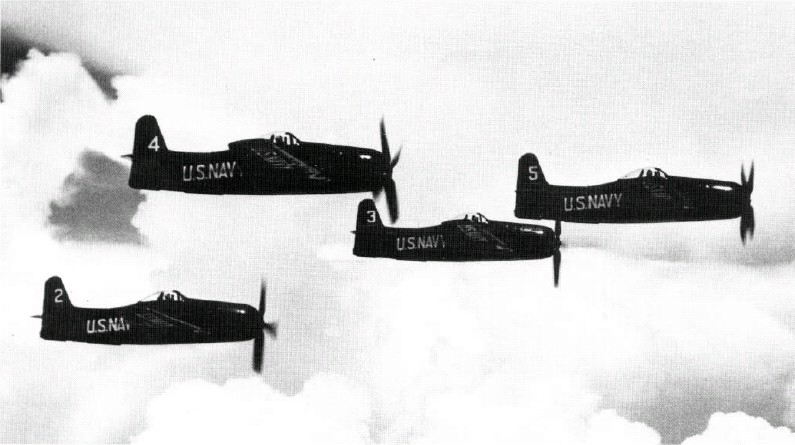
Quattro Bearcat della pattuglia acrobatica Blue Angels fotografati alla fine degli anni quaranta.

Francia
- Armée de l'air
- Aviation navale

 Stati Uniti
- United States Navy
- United States Marine Corps

 Thailandia
- Royal Thai Air Force

 Vietnam del Sud
- Không lực Việt Nam Cộng hòa